# 高登音樂台
高登音樂台是由高登討論區網民衍生發展而成的Youtube頻道及創作群體，源自高登討論區音樂台的分板，於2017年10月成立。高登音樂台的創作既包括二次創作，亦有原創歌曲。 2024年2月13日，專頁被停權，翌日正式宣佈網站不能修復。2024年2月28日，專頁完全修復，包括其訂閱數。

## 歷史發展
高登音樂台雖然於2017年才成立，但其背景可追溯到2008年陳冠希裸照事件。當時高登討論區轄下音樂台就出現了大量對事件進行惡搞的音樂作品，並獲得網上廣泛注意。及後，高登討論區網民不時以『接龍』方式改編香港流行音樂的作品（即無單一主要填詞者）響應不同社會議題。2011年3月福島地震中，部分高登網民以改編陳柏宇作品《你瞞我瞞》，對日本受難災民予以支持，作品更得到陳柏宇所屬唱片公司索尼音樂香港支持。

## 創作題材及方式
高登音樂台的創作題材不少包括香港社會時事議題，例如颱風山竹對香港做成的影響，2019年港鐵列車碰撞事故，明日大嶼願景計劃，香港逃犯條例爭議等。另外，部分作品亦有討論香港兩性關係。

### 香港逃犯條例爭議期間作品
於逃犯條例爭議期間，高登音樂台關注條例草案破壞香港自由及法治，或會將香港人未經合理程序送到中國内地接受不公平審訊，因而創作了多首歌曲支持反送中運動，哀悼在運動中賠上性命的抗爭者，並且獲得大量點擊率。例如，於6月9日遊行前夕，高登音樂台便推出了《由這一分鐘開始送畀中央等判監》，改編自容祖兒名曲《心淡》，呼籲市民出席遊行。當時高登音樂台有成員接受訪問時指草案比《基本法》23條立法更危險，與中國內地未經審訊都可以在監獄拘留你一年半載。

## 曾合作之公眾人物
高登音樂台曾經和不少藝人及公眾人物合作，其中包括李彩華，鄭敬基，阮民安，毛孟靜，翁靜晶等。

## 曾經獲廣泛報道作品
- 啜毛姨姨 - 改編自王傑的《幾分傷心幾分痴》，因為有網民聲稱「自從某人無端端的說了一句『哭泣聲啜毛姨姨』之後，就沒有再聽過王傑的歌」，當中的「啜毛姨姨」與原詞中的「絕無意義」近似，因而鬧出笑話。最終高登音樂台成員把有關改歌實現主唱，以及於2018年10月26日親身去香港立法會找來真正的「毛姨姨」毛孟靜作指導，最終有關片段於2019年1月10日播出。[4][5]

## 疑被親中派香港再出發大聯盟打壓事件
2020年5月，高登音樂台發布片段，指該台 YouTube 頻道被由梁振英及董建華等親中派政治人物香港再出發大聯盟投訴至刪除，疑涉及高登音樂台發表作品《再出殯》，揶揄聯盟主題曲《再出發》有關。成員「漏奶」表示完全不明白原因，認為《再出殯》《再出發》是完全兩首不同的歌曲，批評聯盟為政棍，容不下小小的創意。

## 資料來源
1. 1 2 3 4 5 6  Cheuk Hang Au; Kevin K. W. Ho. . Journal of Information Technology Case and Application Research.
2. ↑  . www.facebook.com.   [2024-02-13]. （原始内容存档于2019-11-14）.
3. ↑  .   [2020-09-23]. （原始内容存档于2021-06-21）.
4. ↑  .   [2020-09-22]. （原始内容存档于2020-06-11）.
5. ↑  吳凱欣. .   [2020-09-22]. （原始内容存档于2020-06-25）.
6. ↑  .   [2020-09-24]. （原始内容存档于2020-12-02）.